# 瑟伦·阿尔弗雷兹·延森
瑟伦·阿尔弗雷兹·延森（丹麥語：Søren Alfred Jensen，1891年5月22日—1978年5月16日），丹麦男子竞技体操运动员。他曾代表丹麦获得1912年夏季奥运会体操比赛男子团体瑞典式银牌。他于1978年在美国科罗拉多州丹佛去世。